# Vaca marina de Steller
La vaca marina de Steller (Hydrodamalis gigas) és un gran sireni extint, trobat antigament a la costa asiàtica del mar de Bering. Fou descoberta a les Illes del Comandant el 1741 pel naturalista alemany Georg Steller, que hi viatjava amb l'explorador Vitus Bering. Una petita població vivia a les aigües àrtiques a prop de l'illa de Bering i illa Medni, una altra illa propera. Tanmateix, abans de l'arribada dels humans, s'estenien arreu de la costa nord del Pacífic.